# Bill Thompson (cestista)
William Francis Thompson, detto Bill (Toledo, 21 febbraio 1920 – Filadelfia, 27 settembre 1969), è stato un cestista statunitense, professionista nella NBL.

## Carriera
Giocò una stagione nella NBL, disputando 16 partite con 3,7 punti di media.